# Vanessa Sánchez
Guadalupe Vanessa Sánchez López (* 14. März 1995 in Guadalajara, Jalisco), meistens verkürzt als Vanessa Sánchez und von einigen Medien und Datenbanken auch als Guadalupe Sánchez bezeichnet, ist eine mexikanische Fußballspielerin auf der Position einer Verteidigerin.

## Leben
Guadalupe Vanessa Sánchez begann ihre Laufbahn als Profispielerin bei Einführung der Liga MX Femenil in der Apertura 2017 bei Chivas Femenil, mit denen sie auch die Meisterschaft in der Eröffnungsspielzeit gewann.
Anfang 2020 wechselte Vanessa Sánchez zu León Femenil und ein Jahr später zu den Xolas de Tijuana.
Seit dem Jahreswechsel 2022/23 steht Sánchez bei Pachuca Femenil unter Vertrag, Nach acht Spielen für die Tuzas erlitt Sánchez einen ausgekugelten Knöchel und einen Wadenbeinbruch und musste seither verletzungsbedingt pausieren.

## Erfolge
- Mexikanischer Meister: Apertura 2017